# Cem Karakaş
Cem Karakaş (Ankara, 1974) es un empresario, inversor y asesor financiero turco, especializado en proyectos de reestructuración a gran escala. Fue director ejecutivo de la compañía global de galletas, chocolate y confitería Pladis y vicepresidente ejecutivo de la empresa matriz de la misma, Yıldız Holding. Ocupó varios cargos ejecutivos en Yıldız, donde se le atribuyó la adquisición de DeMet's Candy Company y United Biscuits, así como la dirección de la oferta pública inicial de Bizim, y la supervisión de la reestructuración y la oferta pública secundaria de Ülker.
En 2018 se desvinculó junto a un grupo de directivos de Pladis y Yıldız para fundar el fondo de inversión Afendis Capital Management, con el que ha acometido importantes operaciones en los sectores farmacéutico y alimentario.

## Biografía
Karakaş recibió una licenciatura de la Universidad Técnica de Medio Oriente de Ankara, una maestría en Ingeniería Financiera del Instituto Tecnológico de Massachusetts (MIT) y un doctorado en Finanzas de la Universidad de Estambul.
En 2001 se unió al grupo OYAK, una gran entidad turca de gestión de fondos e inversores institucionales, donde se desempeñó como gerente general y jefe del departamento de fusiones y adquisiciones del grupo. Tras la adquisición del grupo Erdemir por parte de OYAK, Karakaş fue nombrado director financiero de Erdemir en 2006.
En 2010, Karakaş se unió a Yıldız Holding como director financiero y miembro de la junta. Pasó a formar parte de la junta directiva de Godiva Chocolatier en 2012, y en 2013 fue nombrado director ejecutivo de transformación y negocios no alimentarios de Yıldız. Karakaş comenzó a desempeñarse como miembro de la junta directiva de United Biscuits en 2014, y en 2015 fue nombrado vicepresidente ejecutivo de Yıldız Holding. Como vicepresidente ejecutivo de Yildiz Holding, Karakaş gestionó la integración de más de 20 negocios de productos de panadería y repostería en la empresa, lo que llevó a la cotización de Ulker en la Bolsa de Estambul, la bolsa de valores de Turquía. También se le atribuye haber liderado la salida a bolsa de Bizim Toptam y la adquisición de DeMet's Candy y United Biscuits. Karakaş también dirigió el negocio de pan más grande de Turquía, Uno, y gestionó la adquisición e integración del brazo minorista de Yıldız.
En 2016, Karakaş se convirtió en director ejecutivo de Pladis, una nueva empresa creada por Yıldız Holding para consolidar sus negocios principales de galletas y repostería. La empresa agrupaba Godiva, McVitie's, Ulker y DeMet's, conocida por sus marcas Flipz y Turtle, especialmente en Estados Unidos.
En septiembre de 2018, Karakaş renunció a su cargo en Pladis anunciando que se tomaba un año sabático. En 2019, junto a un grupo de exdirectivos de Pladis, fundó el fondo de inversión Afendis Capital Management que ha llevado a cabo operaciones en solitario o conjuntas con otros fondos como Davidson Kempner, con quien ha coadquirido varias compañías, como la farmacéutica turca Sanovel y en el campo de la alimentación la turca Golf o la española Cerealto Siro Foods, de la que Karakas pasó a ser presidente ejecutivo. También ostenta este cargo en el marketplace Hepsiburada y las panificadoras Aran Ard Teoranta y Rudi's Organic Bakery.
A lo largo de su carrera, se estima que Karakaş ha liderado más de 100 fusiones y adquisiciones.